# دیگو کانسون
دیگو کانسون (انگلیسی: Diego Conson؛ زادهٔ ۱۱ ژانویهٔ ۱۹۹۰) بازیکن فوتبال است.
از باشگاه‌هایی که در آن بازی کرده‌است می‌توان به باشگاه فوتبال رجینا اشاره کرد.